# Одін (Іллінойс)
О́дін (англ. Odin) — селище (англ. village) в США, в окрузі Меріон штату Іллінойс. Населення — 935 осіб (2020).

## Географія
Одін розташований за координатами 38°36′57″ пн. ш. 89°3′15″ зх. д. / 38.61583° пн. ш. 89.05417° зх. д. (38.615871, -89.054089).  За даними Бюро перепису населення США в 2010 році селище мало площу 2,60 км², уся площа — суходіл.

## Демографія
Згідно з переписом 2010 року, у селищі мешкало 1076 осіб у 412 домогосподарствах у складі 274 родин. Густота населення становила 414 особи/км².  Було 446 помешкань (171/км²).
Расовий склад населення:
| - 97,5 % — білих - 0,6 % — чорних або афроамериканців - 0,3 % — азіатів - 0,2 % — корінних американців - 0,1 % — вихідців з тихоокеанських островів |

До двох чи більше рас належало 1,2 %. Частка іспаномовних становила 0,7 % від усіх жителів.
За віковим діапазоном населення розподілялося таким чином: 21,7 % — особи молодші 18 років, 57,2 % — особи у віці 18—64 років, 21,1 % — особи у віці 65 років та старші. Медіана віку мешканця становила 43,0 року. На 100 осіб жіночої статі у селищі припадало 90,8 чоловіків;  на 100 жінок у віці від 18 років та старших — 85,5 чоловіків також старших 18 років.
Середній дохід на одне домашнє господарство  становив 52 098 доларів США (медіана — 41 618), а середній дохід на одну сім'ю — 60 862 долари (медіана — 55 375). Медіана доходів становила 42 083 долари для чоловіків та 29 474 долари для жінок. За межею бідності перебувало 16,0 % осіб, у тому числі 26,5 % дітей у віці до 18 років та 6,1 % осіб у віці 65 років та старших.
Цивільне працевлаштоване населення становило 437 осіб. Основні галузі зайнятості: освіта, охорона здоров'я та соціальна допомога — 26,1 %, виробництво — 21,1 %, роздрібна торгівля — 15,8 %.